# Helmut Klages

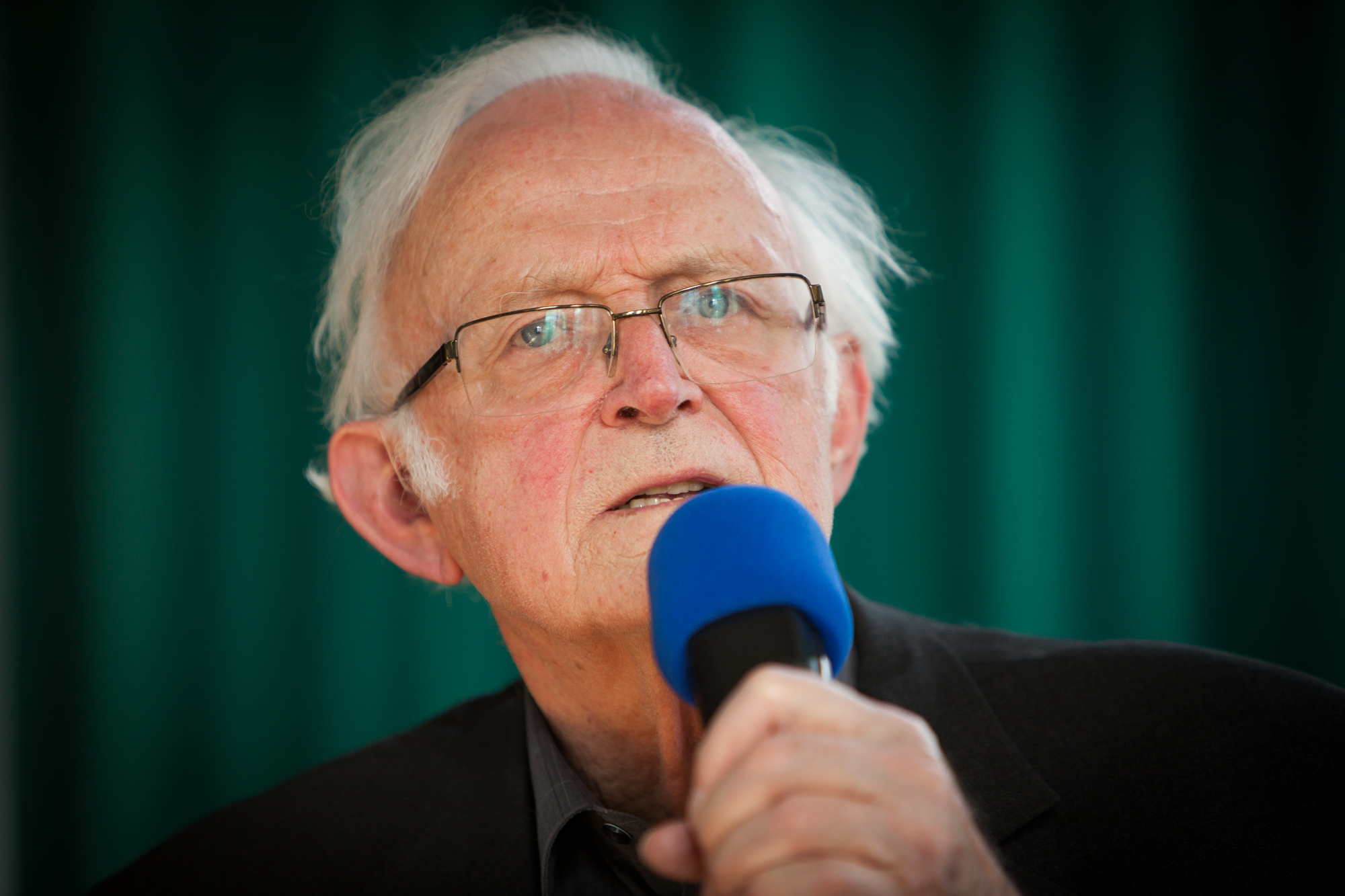
Helmut Klages (2014)

Helmut Klages (* 15. April 1930 in Nürnberg) ist ein deutscher Soziologe und Verwaltungswissenschaftler.
Klages studierte Volkswirtschaftslehre an der Universität Erlangen. Im Jahr 1955 erfolgte die Promotion bei Helmut Schelsky an der Universität Hamburg zum Dr. rer. pol., 1961 die Habilitation für das Lehrfach Soziologie an der Universität Erlangen-Nürnberg. Im selben Jahr übernahm er eine Abteilungsleiterstelle an der Sozialforschungsstelle Dortmund an der Westfälischen Wilhelms-Universität zu Münster und habilitierte sich an die Rechts- und Staatswissenschaftliche Fakultät der Universität Münster um. Im Jahr 1964 wurde er auf einen neugeschaffenen Lehrstuhl für Soziologie an der Technischen Universität Berlin berufen. Nach der Ablehnung von Rufen an andere Universitäten folgte er im Jahr 1975 einem Ruf an die Deutsche Hochschule für Verwaltungswissenschaften Speyer, deren Rektor er von 1987 bis 1989 war.
Klages gehörte zusammen mit Heinz Hermann Koelle 1968 zu den Gründern des interdisziplinär ausgerichteten Zentrums Berlin für Zukunftsforschung e.V. Zu Beginn der 70er Jahre wandte er sich der Werte- und Wertewandelsforschung zu. Einer der herausragenden Beiträge zu dieser Forschungsrichtung, die von ihm und seinen Mitarbeitern erzielt wurden, bestand in der Entdeckung der Wertesynthese als einer maßgeblichen Entwicklungsrichtung des Wertewandels in modernen Gesellschaften. Klages wandte sich wiederholt gegen die Auffassung, in den modernen Gesellschaften finde ein Werteverfall statt. Im Gegensatz hierzu vertritt er die Position, dass der Wertewandel zur Entstehung eines neuartigen Humanpotenzials führt, das in dem Typus eines aktiven Realisten seine deutlichste Ausprägung findet. Klages vermochte dieses Potenzial unter anderen in Untersuchungen über das ehrenamtliche Engagement und in zahlreichen Mitarbeiterbefragungen nachzuweisen. Er betont allerdings, dass dieses Potenzial durch defiziente Menschenbilder, Organisationsprinzipien und Führungspraktiken noch weitgehend blockiert wird.
Nach seiner Emeritierung setzte Klages seine Forschungstätigkeit unter Erschließung neuer Schwerpunkte fort. Er wandte sich zunächst der Frage nach neuen, zur Aktivierung breiterer Bevölkerungsteile fähigen Formen der Bürgerbeteiligung zu und initiierte die Entwicklung von Leitlinien zu deren Institutionalisierung auf kommunaler Ebene. Ein aktueller Arbeitsschwerpunkt lässt sich unter das Motto „Parteiendemokratie im Umbruch“ stellen.
Klages war seit 1992 Mitinitiator der Speyerer Qualitätswettbewerbe und der von Speyer aus gegründeten „Innovationsringe“. Mit diesen Aktivitäten konnten wesentliche Beiträge zur Förderung einer Innovations- und Vergleichskultur in der öffentlichen Verwaltung Deutschlands und anderer europäischer Länder geleistet werden. Neben seiner wissenschaftlichen Arbeit, die ihren Niederschlag in zahlreichen Veröffentlichungen fand, widmete er sich einer umfangreichen Beratungstätigkeit und gründete am Deutschen Forschungsinstitut für öffentliche Verwaltung (FöV) eine Arbeitsstelle für Verwaltungsbefragungen. Das hier entstehende umfangreiche empirische Datenmaterial lieferte u. a. die Grundlagen für die Auffindung eines aktivierenden Führungsstils, der aufgrund seiner motivierenden Wirkung zur Freisetzung latenter Leistungsbereitschaften in der Lage ist.
Im Mai 2009 wurde Klages das Bundesverdienstkreuz am Bande für sein herausragendes ehrenamtliches Engagement verliehen.

## Schriften (Auswahl)
- Der Nachbarschaftsgedanke und die nachbarliche Wirklichkeit in der Großstadt. Westdeutscher Verlag, Köln 1958.
- Berufswahl und Berufsschicksal. Empirische Untersuchungen zur Frage der Berufsumschichtung. Westdeutscher Verlag, Köln 1959.

- mit Hans Freyer und Hans Georg Rasch (Hrsg.): Actes du XVIIIe Congrès International de Sociologie, Nuremberg, 10-17 septembre 1958. Institut International de Sociologie. 4 Bände. Meisenheim am Glan: Anton Hain 1961
- Technischer Humanismus. Philosophie und Soziologie der Arbeit bei Karl Marx. Enke, Stuttgart 1964 (Habilitationsschrift Universität Erlangen-Nürnberg).
- Rationalität und Spontaneität. Innovationswege der modernen Großforschung. Bertelsmann, Gütersloh 1967.
- Soziologie zwischen Wirklichkeit und Möglichkeit. Plädoyer für eine prospektive Soziologie. Westdeutscher Verlag, Köln 1968.
- Geschichte der Soziologie. Juventa-Verlag, München 1969.
- Planungspolitik. Probleme und Perspektiven der umfassenden Zukunftsgestaltung. Kohlhammer, Stuttgart 1971.
- Die unruhige Gesellschaft. Untersuchungen über Grenzen und Probleme sozialer Stabilität. Beck, München 1975, ISBN 3-406-04917-6.
- mit Rudolf W. Schmidt: Methodik der Organisationsänderung. Ein kurzgefaßter Überblick. Nomos, Baden-Baden 1978, ISBN 3-7890-0326-3.
- mit Peter Kmieciak: Wertwandel und gesellschaftlicher Wandel. Campus, Frankfurt/M. 1979, ISBN 3-593-32417-2.
- Überlasteter Staat, verdrossene Bürger? Zu den Dissonanzen der Wohlfahrtsgesellschaft. Campus, Frankfurt/M. 1981, ISBN 3-593-32811-9.
- mit Willi Herbert: Wertorientierung und Staatsbezug. Untersuchungen zur politischen Kultur in der Bundesrepublik Deutschland. Campus, Frankfurt/M. 1983, ISBN 3-593-33201-9.
- mit Rolf W. Schmidt: Messung und Bewertung der Organisationsqualität. Organisationsanalyse in der öffentlichen Verwaltung anhand einer Fallstudie. Nomos, Baden-Baden 1983, ISBN 3-7890-0787-0.
- Wertorientierung im Wandel. Rückblick, Gegenwartsanalyse, Prognosen. Campus, Frankfurt/M. 1984, ISBN 3-593-33389-9.
- mit Gerhard Franz und Willi Herbert: Sozialpsychologie der Wohlfahrtsgesellschaft. Zur Dynamik von Wertorientierungen, Einstellungen und Ansprüchen. Campus, Frankfurt/M. 1987, ISBN 3-593-33760-6.
- Häutungen der Demokratie. Fromm, Osnabrück 1993, ISBN 3-7201-5246-4.
- Traditionsbruch als Herausforderung. Campus, Frankfurt/M. 1993, ISBN 3-593-34794-6.
- mit Thomas Gensicke: Wertewandel und bürgerschaftliches Engagement an der Schwelle zum 21. Jahrhundert. Forschungsinstitut für Öffentliche Verwaltung, Speyer 1999, ISBN 3-932112-32-6.
- Der blockierte Mensch. Zukunftsaufgaben gesellschaftlicher und organisatorischer Gestaltung. Campus, Frankfurt/M. 2002, ISBN 3-593-36933-8.
- mit Angelika Vetter: Bürgerbeteiligung auf kommunaler Ebene. Perspektiven für eine systematische und verstetigte Gestaltung. edition sigma, Berlin 2013, ISBN 978-3-8360-7293-9.
- Absturz der Parteiendemokratie? Die politische Lage in Deutschland. Campus, Frankfurt/M. 2018, ISBN 978-3-593-50988-4.
- Expedition zur Mitte. Über die Eigenschaften der Wählerschaft zwischen links und rechts. Campus, Frankfurt/M. 2022, ISBN 978-3-593-51568-7.